# Waldemar Rosenberger
Pour les articles homonymes, voir Rosenberger.
Waldemar Rosenberger (en russe : Владимир Карлович Розенбергер, Vladimir Karlovitch Rosenberger ; né en 1848 à Saint-Pétersbourg et mort en 1918 dans cette même ville alors rebaptisée Pétrograd) est un ingénieur ferroviaire et linguiste russe d'ascendance allemande, directeur de l'Académie de Volapük à partir de 1892. Sous sa direction, l'Académie s'occupa de réformes qui allaient dans la voie du naturalisme linguistique et, en 1903, proposa un projet qui devait devenir l'Idiom Neutral.
Edgar de Wahl parle de ses contacts avec Rosenberger dans ses Interlinguistic reminiscenties (souvenirs interlinguistiques), disant que « monsieur Rosenberger lui-même n'était pas un grand maître dans cet art (l'art de parler le Volapük) » et il y voyait une preuve de la difficulté de cette langue.

## Biographie

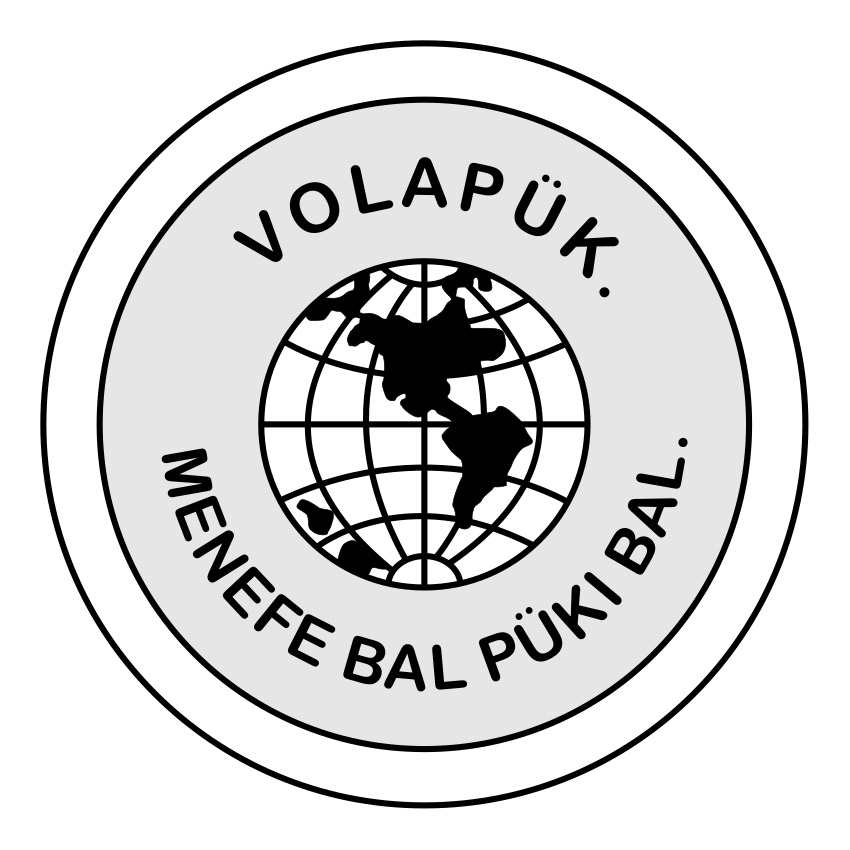
Logo symbolisant le mouvement Volapük

Rosenberger naquit en 1849 à Saint-Pétersbourg (Russie). Au sortir du lycée, il étudia l'ingénierie dans sa ville natale et travailla au service du gouvernement russe comme ingénieur des chemins de fer de 1873 jusqu'à sa retraite en 1909.
En 1886, il apprit le volapük, une langue construite. Lors du Congrès de volapük à Munich en 1887, il fut élu immédiatement à l'Académie (eo) comme représentant de la Russie. En 1893, il en devint directeur et, en 1898, sous-directeur.
L'apparition d'une langue construite rivale, l'espéranto, ayant fait perdre rapidement sa popularité au Volapük, l'Académie essaya de le réformer sous la direction de Rosenberger.
Cependant, le résultat de cette réforme fut, en 1902, l'apparition d'une langue construite naturaliste entièrement nouvelle, l'« Idiom Neutral », que le mouvement volapükiste n'accepta pas. De 1906 à 1915, Rosenberger publia dans cette langue la revue Progres.
Il continua à travailler l'Idiom Neutral et, en 1912, publia un nouveau projet, le « Reform Neutral », mais qui ne rallia pas plus d'adhérents que l'Idiom Neutral.
En 1918, Rosenberger mourut d'une pneumonie à Saint-Pétersbourg, rebaptisé alors Pétrograd.